# F-Zero (videojoc)
F-Zero (エフゼロ, Efu Zero) és un videojoc de carreres futurístic desenvolupat per Nintendo EAD i publicat per Nintendo per a la consola Super Nintendo Entertainment System (SNES). El joc va ser llançat al Japó el 21 de novembre de 1990, als Estats Units el 23 d'agost de 1991 i a Europa el 4 de juny de 1992. F-Zero és el primer títol de la sèrie del mateix nom i va ser un dels dos principals títols de llançament de la SNES al Japó, però també va estar acompanyat d'altres jocs durant el llançament de la consola als Estats Units i Europa. A finals de 2006, F-Zero va ser publicat per a la plataforma de la Consola Virtual de Wii.
El joc es desenvolupa l'any 2560, on les persones multimilionàries, els qui porten una vida sedentària i esplaiada, van crear una nova forma d'entreteniment basada en l'antiga Fórmula 1, anomenada «F-Zero». El jugador pot triar d'entre quatre personatges disponibles, els quals posseeixen els seus respectius vehicles voladors, cadascun amb característiques úniques. El jugador pot competir contra els altres personatges que són controlats per la consola al llarg de quinze pistes dividides en tres tornejos principals.
F-Zero és considerat per la crítica com el joc que va arribar a asseure les bases per al gènere de carreres dins dels videojocs, a més de la creació del subgènere futurista. Les ressenyes dedicades al joc van elogiar el seu desafiador i dinàmic sistema de joc, la varietat de pistes disponibles i l'àmplia aplicació del model gràfic denominat «Mode 7». Aquesta tècnica de maneig de gràfics va ser una innovació tecnològica per al temps en què el joc va sortir a la venda, doncs creava un efecte realista dins de l'aspecte visual del títol. Com a resultat d'això, el joc va revolucionar el gènere i posteriorment va motivar a altres companyies a desenvolupar una gran quantitat de jocs de carreres. En ressenyes modernes, s'ha argumentat que el joc va haver d'incloure un sistema multijugador. F-Zero va entrar a la línia de jocs Player's Choice per haver aconseguit la xifra d'un milió de còpies venudes.

## Argument i escenari
L'any 2560, la humanitat s'ha estès per l'univers, entrant en contacte amb diferents formes de vida extraterrestres, la qual cosa va resultar en l'expansió del sistema social i polític de la Terra. Això va establir unes fructíferes relacions tant culturals i tecnològiques com a comercials entre diversos planetes amb la humanitat. Els multimilionaris que van obtenir beneficis i influència a causa dels intercanvis econòmics a nivell intergalàctic, van arribar a aconseguir un estil de vida esplaiat i ple de luxes, encara que a causa de l'escassa quantitat d'entreteniment que tenien, van idear una nova forma de diversió basada en les velles carreres de Fórmula 1 en la qual els automòbils utilitzats surarien a una certa altura per sobre l'asfalt de les pistes de carreres –s'esmenta en l'instructiu del joc que aquests suren a un peu del terra–. Aquestes carreres van ser denominades «F-Zero» després que arribessin a ser populars entre el públic. El títol dona a conèixer als primers pilots de la sèrie: Captain Falcon, Dr. Stewart, Pico i el Samurai Goroh. IGN va comentar que gràcies a aquest joc Captain Falcon «va ser llançat a la fama», ja que ell era «el personatge estel·lar». Un còmic de vuit pàgines es va incloure en el manual per SNES, en la qual el lector podia seguir una de les aventures de Captain Falcon com caçarrecompenses.

## Jugabilitat

A la imatge, l'objectiu del joc és vèncer els oponents fins a la meta evitant perills com les zones de lliscament i els imants que tiben el vehicle fora del centre en un esforç per fer que el jugador malmeti el seu vehicle o caigui completament fora de la pista. Mode 7 permet escalar i girar la pista al voltant del vehicle per simular un entorn en 3D.

F-Zero és un joc de carreres futurístic on els personatges controlen automòbils voladors impulsats per plasma i competeixen en un torneig intergalàctic a velocitats superiors als 500 km/h. En total hi ha quatre personatges que posseeixen el seu propi vehicle, tenint cadascun característiques i propietats diferents. L'objectiu del joc és derrotar els altres personatges en creuar la línia de meta al final d'una carrera, evadint certes zones de dany dins de les pistes com poden ser parts relliscoses o imants que empenyen a l'automòbil fora de la pista amb la finalitat de que aquest sofreixi danys i perdi la carrera. Cada vehicle posseeix el seu propi mesurador d'energia, la qual funciona com una forma de mesurar la durabilitat de les màquines; aquesta al seu torn disminueix cada vegada que el jugador passa per una zona sorrenca o col·lisiona contra un altre acte. L'energia pot reposar-se mentre es condueix sobre un pit stop, que es troba generalment situat prop de la línia de sortida, en rectes dins de la pista o en alguna de les àrees circumdants de la mateixa.
Una carrera en F-Zero consisteix a donar cinc voltes al llarg d'una pista, mentre se li exigeix al jugador completar cadascuna d'elles en un dels primers llocs per evitar ser desqualificat. Quan una volta es completa el jugador és recompensat amb un poder anomenat «Super Jet», la durada del qual és de sis segons més o menys, a més d'un cert nombre de punts depenent de la posició en què l'acte arribi. Un comando mostrat en pantalla parpelleja de color verd per indicar que pot usar-se el poder, encara que el jugador pot usar-ho tres vegades com a màxim, sempre que s'activin successivament durant aquest petit lapse de temps. Si s'aconsegueix una certa quantitat de punts, es pot optar a un «vehicle de recanvi», la qual cosa li dona al jugador una nova oportunitat de competir en la carrera. Les pistes poden incloure dos mètodes diferents per fer accelerar els vehicles per un cert lapse. Hi ha plaques que permeten fer saltar a les actuacions per uns quants segons, amb les quals es poden escurçar certs trams de la pista, i en ocasions augmenten la velocitat dels vehicles que passen per elles; no obstant això, el jugador deu aterrar adequadament doncs en cas contrari el seu acte pot danyar-se a causa de l'impacte amb el sòl. Mentre, un altre tipus de plaques possibiliten accelerar als vehicles per un cert període, a costa d'haver de perdre part de control sobre l'acte en qüestió. F-Zero inclou dos tipus de joc. En la manera Grand Prix, el jugador tria una lliga, i amb això, les carreres que contindrà contra els altres vehicles. L'altre és la manera de pràctica; en ell es poden completar set pistes de la manera Grand Prix, on el jugador pot adquirir experiència per competir en el Grand Prix.

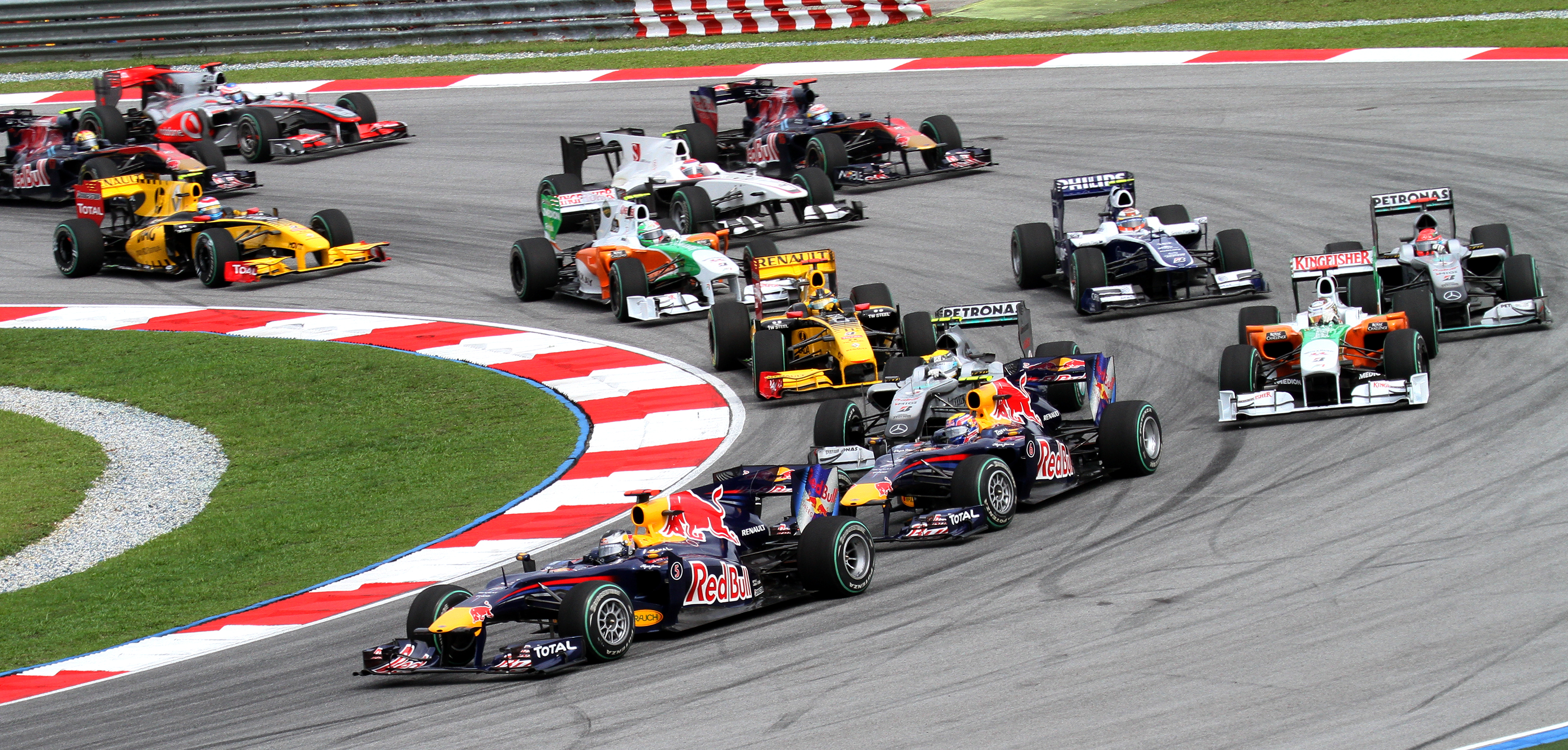
D'acord amb l'argument del joc, els tornejos F-Zero existeixen a causa de la falta d'entreteniment entre les famílies multimilionàries del futur, per la qual cosa van reinventar les carreres de l'antiga Fórmula 1 com a solució. En la imatge, una carrera en plena competició.

F-Zero té quinze pistes dividides en tres campionats: «Knight», «Queen» i «King». La dificultat varia depenent del torneig, a més de que el jugador pot triar el nivell al que desitja competir. El joc conté al seu torn, tres nivells de dificultat: principiant, estàndard i expert. El nivell mestratge pot ser desbloquejat una vegada que certa lliga és completada en el nivell expert i solament aquesta lliga podrà ser jugada en aquesta manera, mentre que per accedir a aquesta manera dins d'altres pistes, s'ha de fer el mateix procediment. Les pistes de Death Wind, Port Town i Red Canyon tenen passadissos secrets que no són accessibles en la primera vegada que es juguen aquestes pistes sinó fins que es tornen a jugar per segona vegada, la qual cosa permet competir una nova versió d'aquestes pistes. A diferència d'altres títols de F-Zero, hi ha tres diferents versions de la pista Muti City depenent si es corre de dia, a la tarda o en la nit dins del joc. En BS F-Zero 2, Muti City IV continua la temàtica anterior, incloent una versió on les hi carreres es duen a terme al matí.

## Producció i àudio
| Director                          | Kazunobu Shimizu                                                 |
| Direcció de programació           | Yasunari Nishida                                                 |
| Disseny artístic i de personatges | Masanao Arimoto Takaya Imamura                                   |
| Música                            | Naoto Ishida Yukio Kaneoka Yumiko Kanki                          |
| Disseny gràfic                    | Naoki Mori                                                       |
| Programadors                      | Katsuyasu Camino Norihiro Aoyagi Hideyuki Sugawara Wataru Tanaka |
| Productors                        | Shigeru Miyamoto                                                 |
| Productor executiu                | Hiroshi Yamauchi                                                 |
| Suport tècnic                     | Shigeki Yamashiro                                                |
| Referències                       | [ 17 ]                                                           |

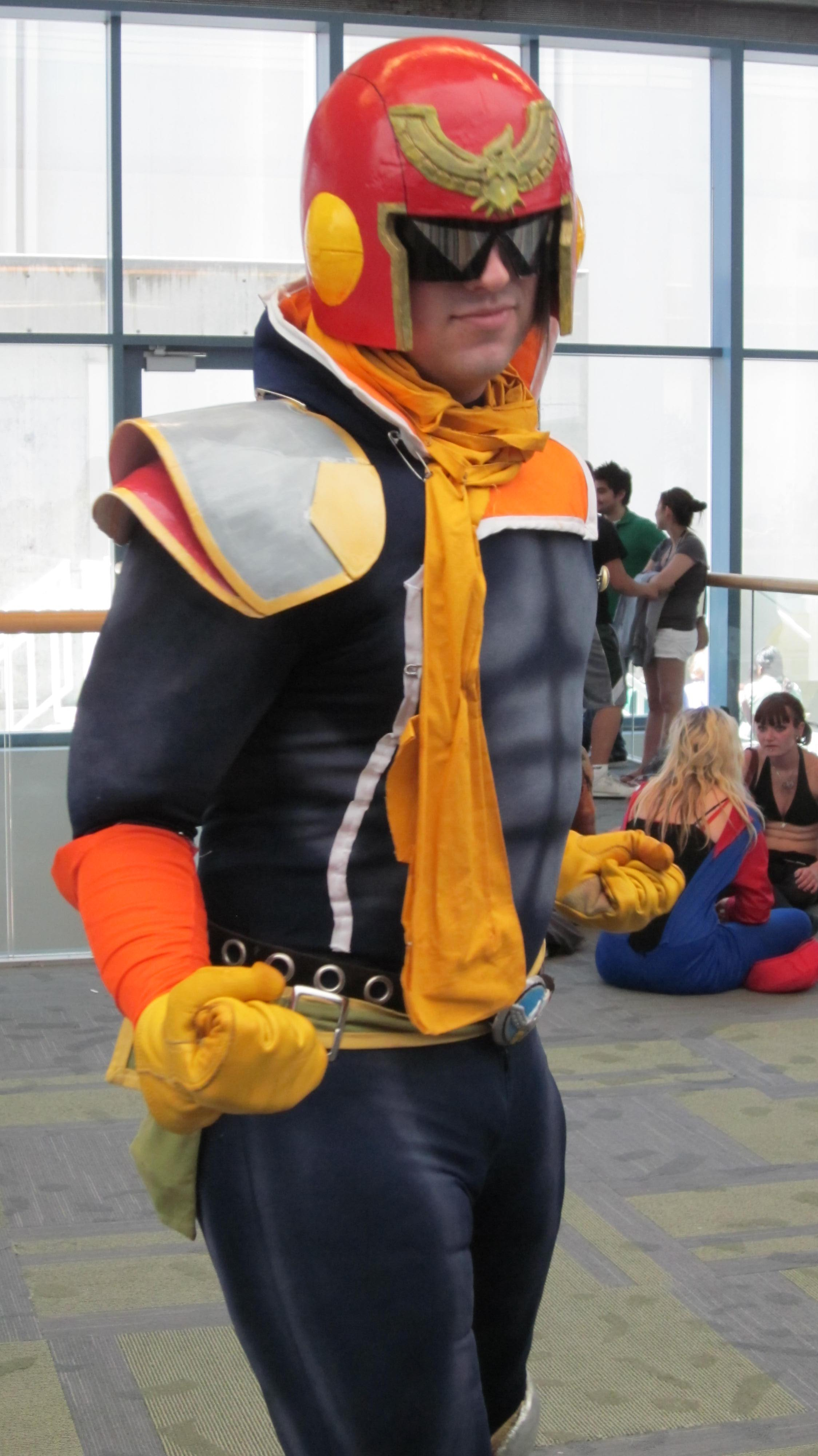
F-Zero és considerat el precursor del gènere de carreres al món dels videojocs. A més, el seu personatge principal, el Captain Falcon és un important personatge dins de Nintendo doncs ha aparegut en diferents títols i sèries d'aquesta companyia. En la imatge, una persona disfressada del personatge en qüestió.

F-Zero va ser un dels títols de llançament per la SNES, en el qual al grup de Nintendo Entertainment Analysis and Development li va prendre quinze mesos aproximadament acabar el desenvolupament total del joc. Al Japó solament aquest joc i Super Mario World estaven disponibles al mercat al moment de l'estrena de la SNES. Als Estats Units i Europa, Super Mario World venia inclòs amb la consola al costat d'altres títols diferents com Pilotwings (el qual demostrava una capacitat gràfica de la consola anomenada «Mode 7», la qual podia executar imatges amb efectes semblants als 3D), SimCity i Gradius III. El joc va ser produït per Shigeru Miyamoto i dissenyat per Isshin Shimizu. Podia ser descarregat al Japó mitjançant un accessori anomenat Nintendo Power i va ser llançat a manera de demo per la Nintendo Super System el 1991.Takaya Imamura, un dels responsables del disseny artístic del joc, es va sorprendre que l'equip de desenvolupament li hagués permès crear lliurement els personatges i escenaris de F-Zero, a pesar que aquest va ser el seu primer treball com a dissenyador per a videojocs.
Alguna cosa destacable del desenvolupament de F-Zero va ser l'ús de les gràfiques de l'anomenat Mode 7. Aquest al seu torn, és una forma de mapeig de textures que estava disponible en la SNES, el qual generava gràfics rasteritzats sobre un pla que podia ser girat i ser digitalitzat a qualsevol escala, la qual cosa simulava entorns i escenaris semblants a 3D sense la necessitat de processar algun tipus de polígon.  La Mode 7 aplicat en F-Zero consisteix en una capa gràfica superposada sobre els escenaris que rotaba i adquiria les proporcions adequades al voltant del vehicle del jugador. Aquesta capacitat de pseudo-3D de la SNES va ser utilitzada tant per a F-Zero com Pilotwings, al que 1up.com va esmentar que tots dos jocs «van aconseguir sortir a la llum solament per fet que [els dissenyadors] van voler relluir aquestes qualitats gràfiques».
Un àlbum de jazz de F-Zero va ser publicat el 25 de març de 1992 al Japó per Tokuma Japan Communications. El disc conté dotze melodies compostes pels artistes Yumiko Kanki i Naoto Ishida, i interpretades per Robert Hill i Michiko Hill. L'àlbum també conté material de Marc Russo (saxofones) de la banda Yellowjackets i de Robben Ford (guitarra elèctrica).

## Recepció i llegat
F-Zero va entrar a la línia de jocs Player's Choice a causa que va aconseguir vendes de més d'un milió de còpies. F-Zero va ser elogiat àmpliament per la crítica a causa del seu realisme gràfic, i és considerat com el joc de carreres en pseudo-3D més ràpid i més fluid del seu temps. En general, es considera que el desenvolupament d'una Mode 7 gràficament envolupant va ser el que va donar èxit al joc. Tom Bramwell d'Eurogamer va assenyalar que la Mode 7 mostrava gràfiques una miqueta singulars per a aquell temps, la qual cosa va causar que esmentés que es tractava d'alguna cosa «inaudit» per la SNES. Aquesta tècnica de renderizado gràfic era una innovació dins del camp tecnològic d'aquell temps, la qual cosa va permetre que es poguessin desenvolupar jocs de carreres més realistes, partint per F-Zero. Jeremy Parish de Electronic Gaming Monthly va dir que la Mode 7 creava el «joc de carreres més convincent que mai s'hagi vist per a consoles casolanes». Parish va comentar que F-Zero va usar la tecnologia de la SNES «per donar-li als jugadors una experiència més autèntica i al·lucinant, fins i tot encara més que les que ofereixen les arcadias». Ravi Hiranand de 1up.com també es va mostrar a favor del punt anterior, esmentant que l'acoblament entre les carreres d'alta velocitat i el moviment gràfic eren superiors a comparació amb altres títols d'anteriors consoles. Peer Schneider de IGN va assegurar que F-Zero va ser un dels pocs jocs de la era de 16 bits a «combinar perfectament la presentació i capacitats tècniques per la produir una nova experiència dins dels videojocs». El joc també va ser llorejat per la diversitat de circuits i pistes que conté, així mateix pels seus nivells de dificultat. Jason D'Aprile de GameSpy va opinar que el títol «ocupa una certa delicadesa. Has de practicar molt, tenir bona memorització i a més un agut sentit de maniobra amb el control». Matt Taylor de The Virginian-Pilot va indicar que el joc tracta més sobre «reflexos que sobre realisme», però va criticar el fet de no poder guardar la partida entre carreres. D'igual manera, la banda sonora de F-Zero va ser acceptada majoritàriament per la premsa.
En una ressenya retrospectiva realitzada per GameSpot, Greg Kasavin va argumentar que els controls i el disseny musical de F-Zero eren bons. Kasavin va dir que el joc oferia un excel·lent sistema de joc, amb un «equilibri perfecte entre una agradable facilitat de joc i una veritable sensació de profunditat». Vàries ressenyes d'aquest estil, esmenten que el joc va haver d'haver inclòs una funció per a un sistema multijugador. Lucas Thomas d'IGN va criticar l'absència d'un argument concret i va esmentar que F-Zero «no té el mateix impacte en aquests dies» suggerint que «les seqüeles per la Game Boy Advance van reprendre molts dels elements que va deixar el seu predecessor».
Sovint F-Zero es considera el pioner a estandarditzar el gènere de carreres dins dels videojocs i per haver-hi inventant el concepte de «carrera futurista» dins dels subgèneres dels videojocs. El 2003, IGN va considerar al joc com el 91è millor joc de la història esmentant l'originalitat del seu sistema de joc considerant l'època del seu llançament, mentre que el 2005 va aconseguir la posició 97a on es va esmentar que és considerat encara «com un dels millors títols de carreres de tots els temps». En un concurs per celebrar el desè aniversari de GameFAQs el 2005, els usuaris del lloc van votar per F-Zero com el 99è millor joc de la història. ScrewAttack en una llista similar va considerar que el joc era el 18è millor títol de la SNES. F-Zero va revitalitzar el gènere de carreres el que va comportar la creació de nous títols dins d'aquesta categoria, els quals es van ambientar tant fos com dins de la temàtica futurista, com la sèrie de Wipeout. El president de Amusement Vision, Toshihiro Nagoshi, va declarar el 2002 «[F-Zero] em va ensenyar com havia de ser un bon joc», i que ho va influir per desenvolupar el joc Daytona USA i altres títols de carreres. Aquesta companyia va col·laborar al costat de Nintendo per produir els jocs F-Zero GX i F-Zero AX, amb Nagoshi com un dels seus coproductors.

### Continuacions
Nintendo al principi va desitjar desenvolupar la seqüela del primer F-Zero per la SNES, no obstant això va ser difós en diverses ocasions als subscriptors del sistema St.GIGA que era un servei de la Satellaview, que al seu torn figurava com un complement per la Super Famicom. Mitjançant l'ús d'aquest dispositiu, els jugadors podien descarregar el joc via satèl·lit i guardar-ho en una memòria flaix. La seqüela va ser llançada sota els títols japonesos de BS F-Zero Grand Prix i BS F-Zero Grand Prix 2 a mitjan anys 1990, aconseguint ser amb això els segons lliuraments de la sèrie. Hi ha pistes que a manera de continuació van ser nomenades a partir d'altres existents a F-Zero—com «Muti City IV», ja que Muti City I-III van aparèixer en el joc original. BS F-Zero Grand Prix conté una pista nova, a més de contenir les altres quinze que van aparèixer en el títol principal, i fins i tot ofereix als jugadors quatre nous diferents automòbils. D'acord amb la revista Nintendo Power, es tenia planejat que el llançament de tots dos jocs per a la seva versió americana mitjançant diversos cartutxos. IGN va comentar que BS F-Zero Grand Prix 2 incloïa una nova lliga de competició, la qual té cinc pistes noves, la manera Grand Prix i una opció per practicar carreres.
Encara que la sèrie de F-Zero va fer la seva transició cap a gràfics en 3D veritables per a Nintendo 64 amb el llançament de F-Zero X el 1998, les gràfiques i efectes de la Mode 7 van continuar usant-se per a les versions de Maximum Velocity i GP Legend, tots dos per a la consola portàtil Game Boy Advance. La tercera seqüela, F-Zero: Maximum Velocity, va ser llançada el 2001. Aquesta versió va ser descrita per GameSpy com una «aspra reedició» de l'original F-Zero que contenia unes millors i renovades gràfiques. F-Zero GX i F-Zero AX, llançats el 2003 per la Nintendo GameCube i la Triforce respectivament, van anar els primers videojocs que van desenvolupar Nintendo i Sega en conjunt. GX és el primer títol de F-Zero a incloure una manera historia mentre que per a AX GameSpot va esmentar que va ser el primer joc de la sèrie a «tenir un digne llançament per les arcades». El lliurament més recent de la sèrie —F-Zero Climax— va ser llançada per Game Boy Advance el 2004 i és el primer títol de F-Zero a incloure un editor de pistes, sense la necessitat de connectar algun altre accessori o la implementació d'alguna expansió.